# Byszew (powiat Kutnowski)
Byszew is een plaats in het Poolse district  Kutnowski, woiwodschap Łódź. De plaats maakt deel uit van de gemeente Kutno en telt 410 inwoners.